# Cocytius antaeus
Cocytius antaeus (Molia sfinx gigantă) este o specie de molie din familia Sphingidae. Este întâlnită în din Brazilia, prin America Centrală și în zonele sudice din Texas și Florida din Statele Unite. 

## Descriere
Anvergura este de 126–178 mm. Este foarte rar în America de Nord.

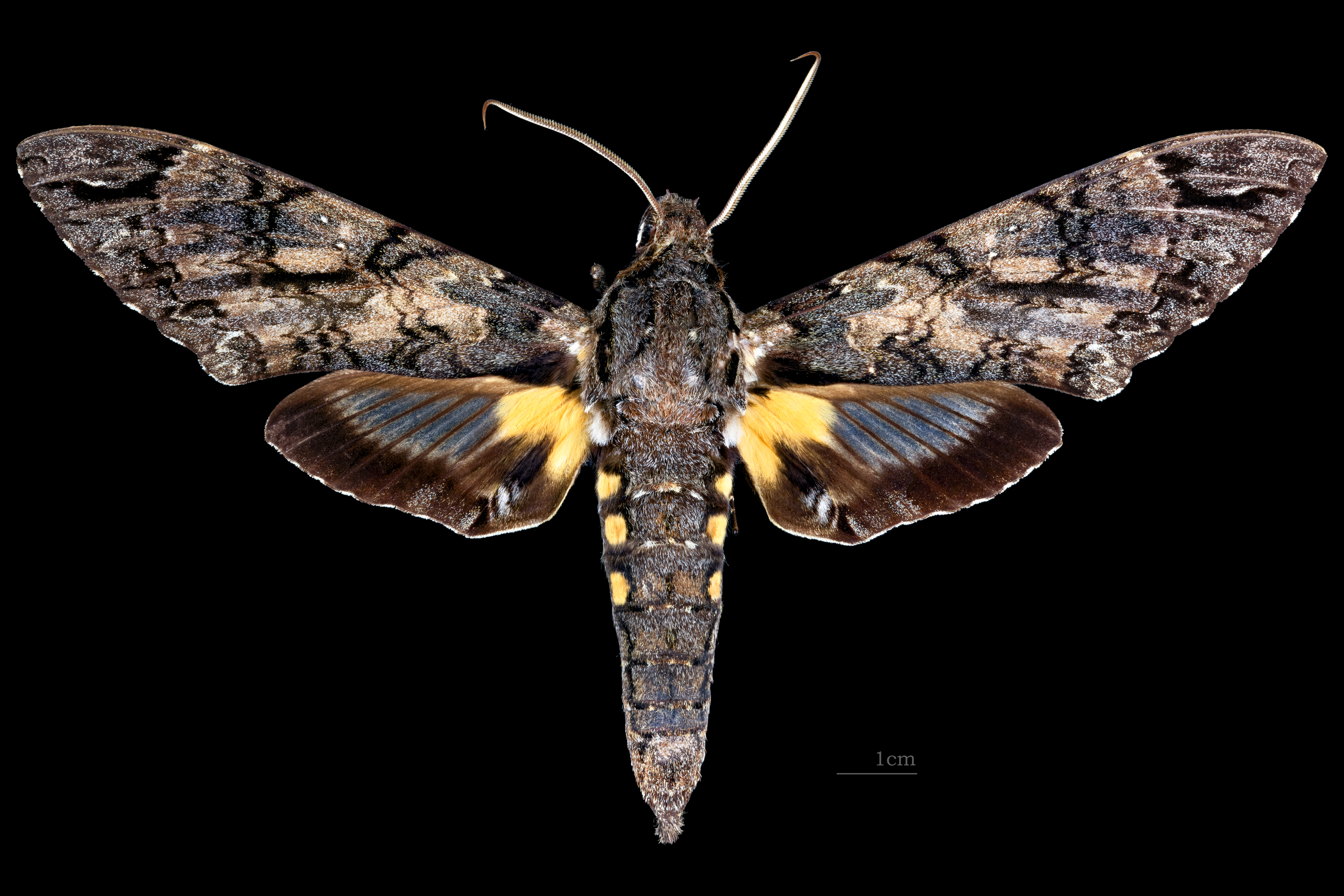
Cocytius antaeus ♂
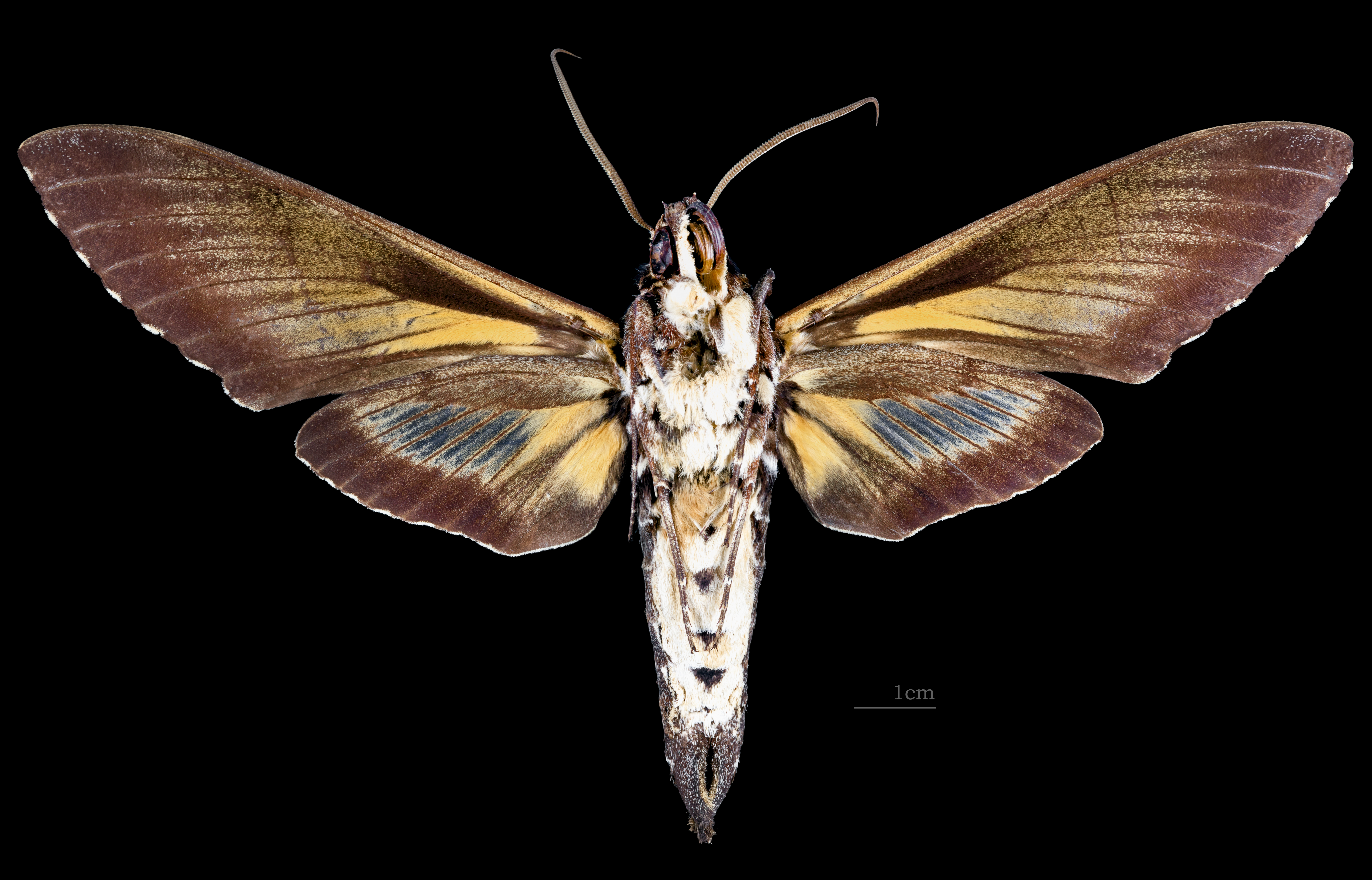
Cocytius antaeus ♂ △
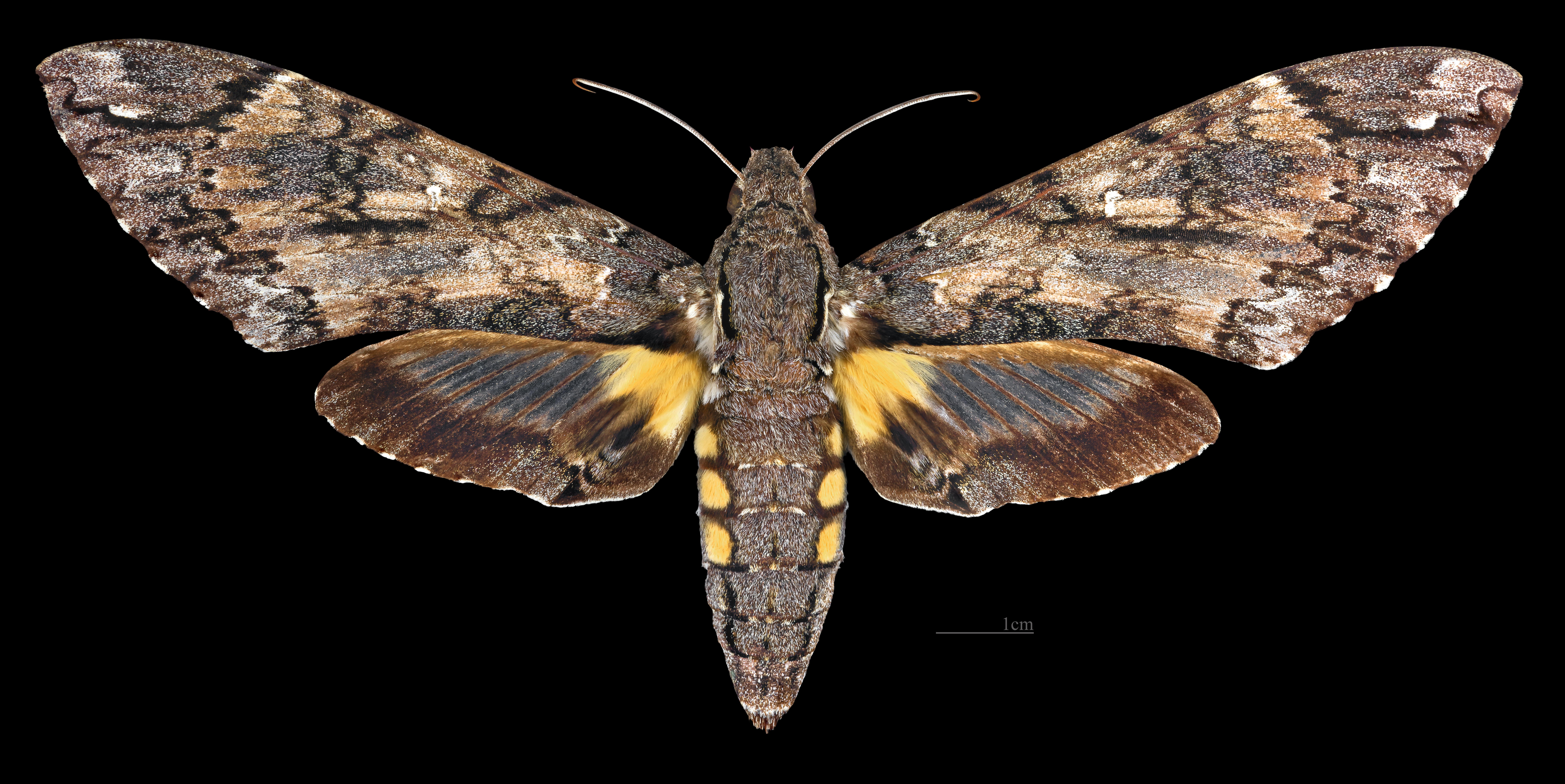
Cocytius antaeus ♀
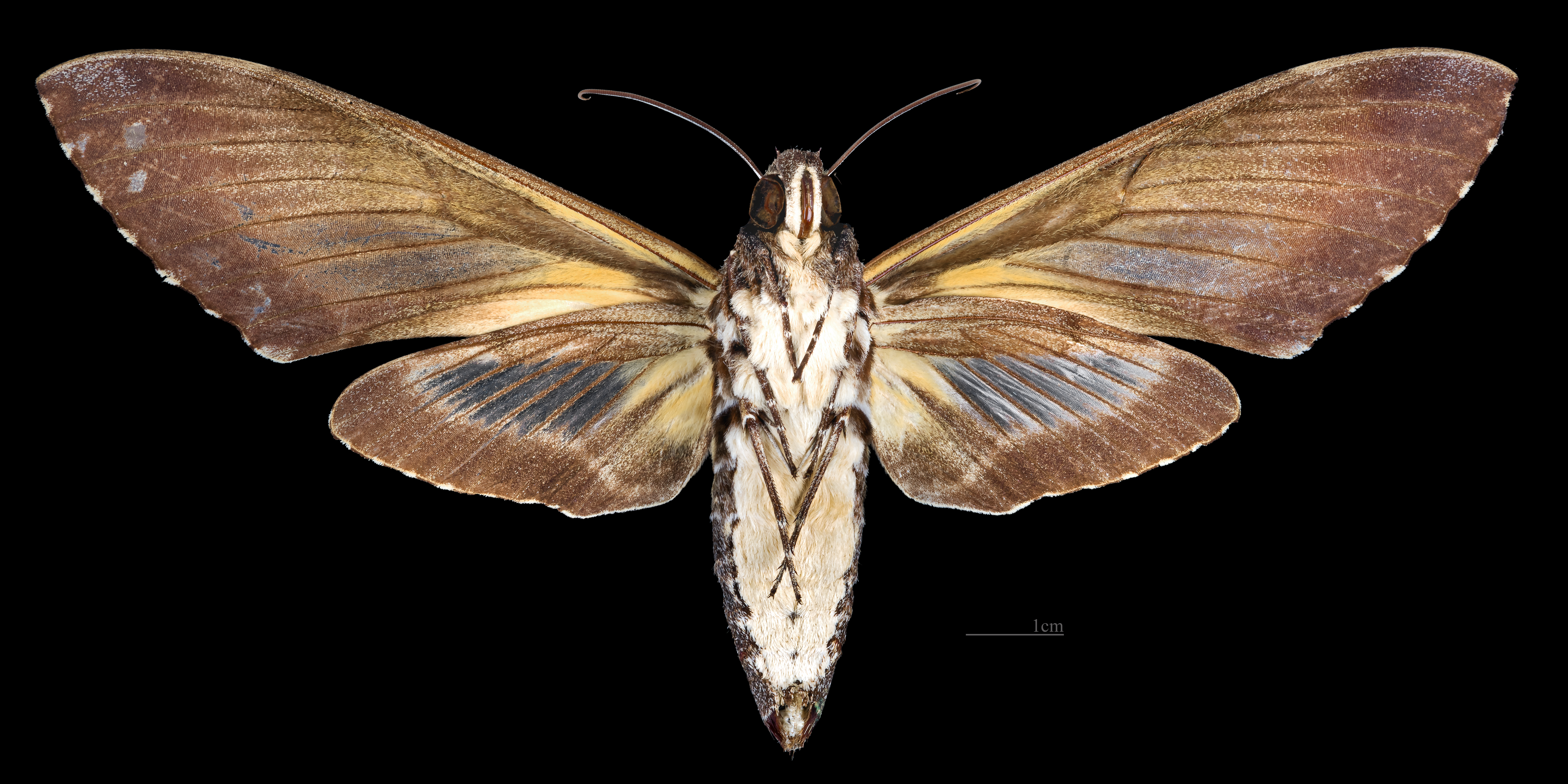
Cocytius antaeus ♀ △

Larvele au ca principală sursă de hrană specile Annona glabra, Annona reticulata, Annona purpurea, Annona holosericea și Rollinia membranacea.